# 丸山秀平
丸山 秀平（まるやま しゅうへい、1950年-　）は、日本の法学者（商法）・弁護士。学位は、法学博士（中央大学・論文博士・2016年）。専門は商法全般、特にドイツ会社法・小規模閉鎖会社を研究。中央大学名誉教授。

## 略歴
千葉県市川市出身。1974年3月、中央大学法学部法律学科卒業。1974年4月、中央大学法学部助手（指導教授：崎田直次）。1979年4月、中央大学法学部助教授。1986年4月、中央大学法学部教授。1993年ドイツ・ミュンスター大学法学部客員教授。2004年4月中央大学大学院法務研究科教授。2004年弁護士登録。今井法律事務所所属。2016年3月に「ドイツ有限責任事業会社 (UG)」により、法学博士（中央大学）の学位を受く。2021年中央大学名誉教授。
公認会計士第2次試験考査委員（1997-2000）や旧司法試験第二次試験考査委員（2000-2005）、日本私法学会理事（2009-2012）、中央大学評議員（1999-2005）、中央大学日本比較法研究所長（2002-2008）などを兼職。また、明治学院大学・立教大学・明治大学・東海大学・筑波大学など多く大学で非常勤講師を兼任。

## 主著
- 株式会社法概論　中央経済社　1992初版/2009改題新版
- 演習講義手形・小切手法　法学書院　1994初版/2001第2版
- 手形法小切手法概論　中央経済社　1995初版/2001第2版
- ドイツ企業法判例の展開　編著　中央大学出版部　1996.1-1998.7
- 国際契約法の諸問題　O.ザンドロック著：丸山編訳　中央大学出版部1996
- やさしい会社法　法学書院　1996初版/2015第13版
- 商法総則・商行為法　東林出版社　1998
- 総則・商行為法/手形・小切手法（基礎コース 商法1）　新世社　1999初版/2018第4版
- 企業再編と商法改正 : 合併,株式交換・移転,会社分割の理論的検討　梶浦桂司,小宮靖毅と共著　中央経済社　2000
- ケースブック会社法　野村修也,大杉謙一らと共著　弘文堂　2004初版/2015第5版
- 一般社団法人・財団法人の法務と税務　根田正樹,坂田純一と共編著　財経詳報社　2008
- 事業承継特例法と事業承継の法務・税務　坂田純一と共編著　三協法規出版　2009
- ドイツ会社法・資本市場法研究　早川勝らと共編　中央経済社　2016

などの他多数ある。